# Toubao
Toubao (kinesiska: 透堡 är en köping i sydöstra Kina. Den ligger i Lianjiang härad i provinshuvudstaden Fuzhou i provinsen Fujian, omkring 44 kilometer nordost om centrala Fuzhou. Antalet invånare är 13 455. Befolkningen består av 6 755 kvinnor och 6 700 män. Barn under 15 år utgör 19,0 %, vuxna 15-64 år 67 %, och äldre över 65 år 12,0 %.